# Ditadura militar

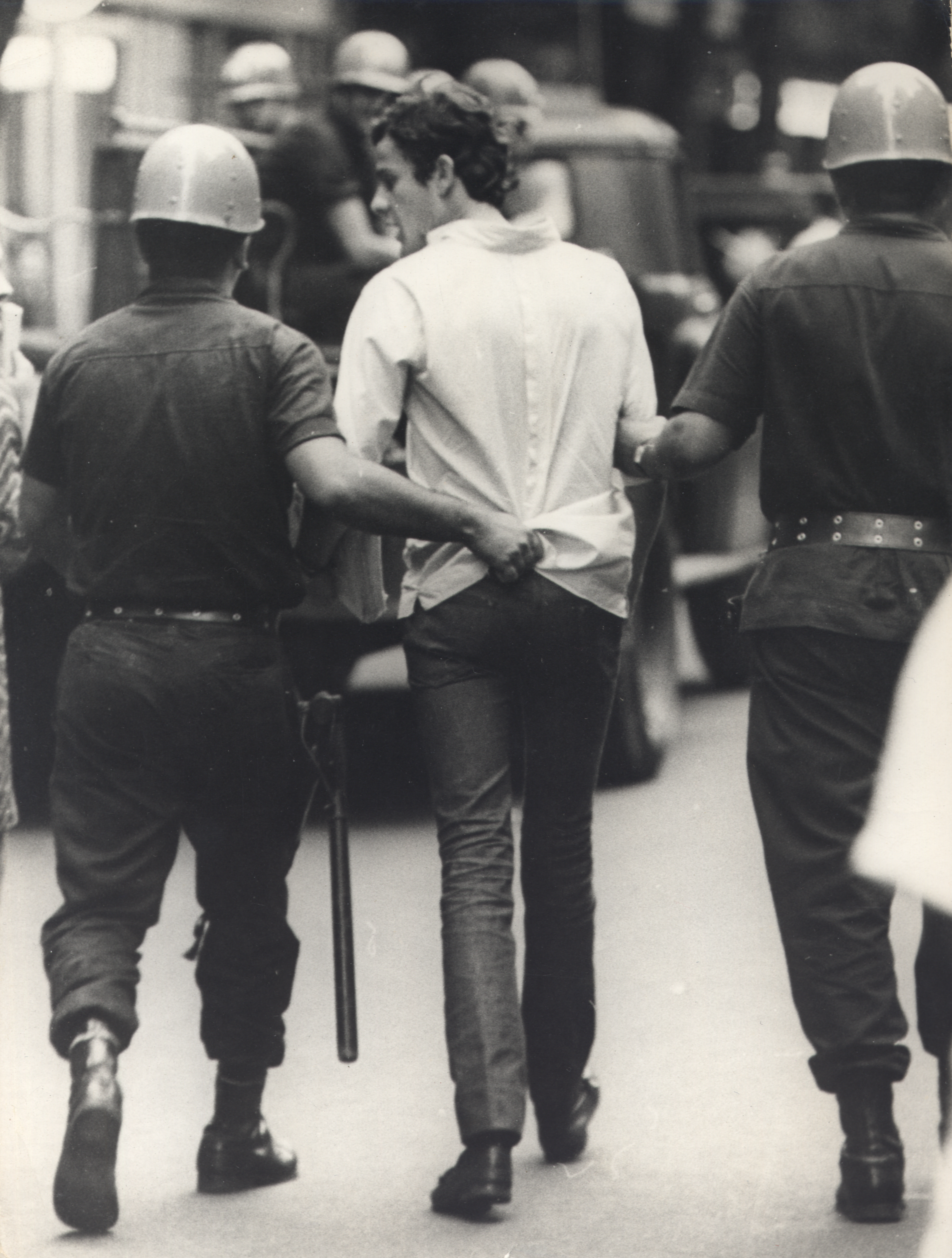
Manifestação estudantil contra a Ditadura Militar no Brasil

Uma ditadura militar ou regime militar é uma forma de governo autoritário onde o poder político é efetivamente controlado por militares. Como qualquer ditadura ou regime, ela pode ser oficial ou não, e também existem formas mistas, em que o militar exerce uma influência muito forte, sem ser totalmente dominante. A maior parte dos regimes militares são formados após um golpe de Estado, isto é, a tomada do poder por meio do uso da força. Exemplos diferentes do padrão foram os regimes políticos liderados por Saddam Hussein no Iraque e de Kim Il-sung no regime norte-coreano. Começaram como um Estado de partido único, mas ao longo de sua existência seus dirigentes e os militares se tornaram intimamente envolvidos no governo. 
Durante a Guerra Fria, regimes militares tinham justificado o seu governo como uma forma de trazer estabilidade política para a nação ou resgatá-lo das ameaças de "perigosas ideologias", como a comunista. Na América Latina, a ameaça do comunismo foi frequentemente utilizada, enquanto no Oriente Médio o desejo de se opor aos inimigos externos e, mais tarde, ao fundamentalismo islâmico, revelou um importante motivador para a implantação do regime. Os regimes militares tendem a apresentar-se como apartidários, como um "neutro" partido que pode fornecer liderança provisória, em tempos de turbulências, e também tendem a retratar civis como políticos corruptos e ineficazes. Uma das características quase universais de um governo militar é a instituição da lei marcial ou um permanente estado de emergência.
O mais típico militar na América Latina era feito por um governante de alta patente, chamado de caudilho. Em alguns casos, um grupo composto por vários militares, uma junta militar, assumia o poder. Em qualquer caso, o líder da junta ou o único comandante pode, muitas vezes, pessoalmente assumir mandato como chefe de Estado. No Oriente Médio e na África, com mais frequência os governos militares passaram a ser liderados por um homem poderoso, que governa em autocracias. Líderes como Idi Amin, Sani Abacha, Muammar al-Gaddafi, e Gamal Abdel Nasser trabalharam para desenvolver um culto à personalidade e se tornaram a face da nação dentro e fora dos seus países. Inversamente, outros regimes militares preferiram gradualmente restaurar importantes componentes do governo civil, enquanto o alto comandante militar mantinha o poder político no poder executivo. No Paquistão, os generais Muhammad Zia-ul-Haq (1977-1988) e Pervez Musharraf (1999-2008) realizaram referendos para eleger singularidades próprias ao presidente do país para termos adicionais proibidos pela Constituição.
Regimes militares geralmente são criticados pelo pouco zelo aos direitos humanos e por usar todos os meios necessários para silenciar os adversários políticos, que são vistos como opositores. Às vezes, a ditadura militar faz a abertura política de forma espontânea ou é forçada a sair por convulsões sociais, em atividade ou em risco iminente. Regiões da América Latina, da África e o Oriente Médio foram as áreas comuns de regimes militares. Uma das razões para isso é o fato de que os militares têm frequentemente maior coesão e estrutura institucional do que a maioria das instituições da sociedade civil. As ditaduras militares podem ser comparadas com outras formas de governo. Por exemplo, na maioria dos atuais e históricos Estados comunistas, o centro do poder repousa entre civis e parte dos funcionários, e medidas de muito cuidado (como comissários políticos e frequentes rotações) são tomadas para impedir o militar de exercer autoridade independentemente.
Desde a década de 1990, os regimes militares tornaram-se menos comuns. Dentre as razões para isso é possível destacar o fato de regimes militares já não terem muita legitimidade internacional, bem como o fato de muitas forças armadas estarem dispostas a não se envolver em disputas políticas. Além disso, com o anúncio da abertura política soviética (perestroika), o posterior fim da Guerra Fria e o colapso da União Soviética, tornou-se mais difícil para os regimes militares obterem o apoio de países estrangeiros ou alegar, segundo alguns críticos do assunto, ameaça comunista. Quando a Guerra Fria começou a entrar em fase terminal, no Oriente Médio, regimes como os da Síria e do Egito, que uma vez foram governados pelo que se parecia um regime militar, entraram em transição para outras formas de governo. No mundo, desde a década de 1980, trinta e três regimes militares foram substituídos por governos civis.

## Casos atuais
| País           | Governo anterior                                                                  | Data de adoção         | Evento                                                          |
| -------------- | --------------------------------------------------------------------------------- | ---------------------- | --------------------------------------------------------------- |
| Sudão          | República presidencialista federativa de partido único                            | 11 de abril de 2019    | Golpe de Estado no Sudão em 2019                                |
| Mali           | República semipresidencialista unitária                                           | 19 de agosto de 2020   | Golpe de Estado no Mali em 2020 Golpe de Estado no Mali em 2021 |
| Myanmar        | Assembleia Nacional                                                               | 1 de fevereiro de 2021 | Golpe de Estado em Mianmar em 2021                              |
| Chade          | República parlamentarista de partido único                                        | 20 de abril de 2021    | Ofensiva no norte de Chade                                      |
| Guiné          | República parlamentarista com uma presidência executiva dependente da legislatura | 5 de setembro de 2021  | Golpe de Estado na Guiné em 2021                                |
| Burquina Fasso | República Semipresidencialista Unitaria                                           | 24 de janeiro de 2022  | Golpe de Estado em Burquina Fasso em setembro de 2022           |
| Gabão          | República Presidencialista                                                        | 30 de Agosto de 2023   | Golpe de Estado no Gabão em 2023                                |

## Países que já foram governados por ditaduras militares
Esta lista apresenta ditaduras militares. Para uma lista de ditaduras, militares ou não, veja ditadura.

### África
- Argélia (1965-1994)
- Benim (1963-1964), (1965-1968), (1968-1970) & (1972-1975)
- Burquina Fasso (1966-1991)
- Burundi (1966-1993)
- República Centro-Africana (1966-1993) e (2003-2005)
- Chade (1982-1990) com Hissène Habré
- Comores (1999-2002)
- República do Congo (1968-1992)
- República Democrática do Congo (1965-1997)
- Etiópia (1974-1987)
- Gâmbia (1994-1996)
- Gana (1966-1969), (1972-1975), (1975-1979) e (1981-1993)
- Guiné (1984-1991)
- Guiné-Bissau (1980-1984), (1999), (2003) e (2012)
- Guiné Equatorial (1979-atualmente)
- Libéria (1980-1986)
- Líbia (1969-2011)
- Lesoto (1986-1993)
- Madagáscar (1972-1975)
- Mali (1968-1992) e (2012)
- Mauritânia (1978-1992) e (2005-2007)
- Níger (1974-1989), (1996-1999) e (2010-2011)
- Nigéria (1966-1999)
- Ruanda (1973-1975)
- São Tomé e Príncipe (1995; 2003)
- Serra Leoa (1992-1996) e (1997-1998)
- Somália (1969-1991)
- Sudão (1958-1964), (1969-1986) e (1989-1993)
- Togo (1967-1979)
- Uganda (1971-1979)

### América
- Argentina (1930-1932) com José Félix Uriburu (1943-1946), (1955–1958), (1966–1973) e (1976–1983)
- Bolívia (1964–1982)
- Brasil (1889-1894) e (1964-1985)
- Chile (1973–1990)
- Colômbia (1953-1957) com Rojas Pinilla
- Costa Rica (1863-1866), (1868-1876), (1877-1882) e (1917-1919)
- Cuba (1952-1959) com Fulgencio Batista
- República Dominicana (1889-1899) e (1930-1961) com Rafael Trujillo
- El Salvador (1931-1979) e (1979-1982)
- Equador (1972-1979)
- Guatemala (1954-1986)
- Haiti (1988-1990) e (1991-1994) com Raoul Cédras
- Honduras (1963-1975) com Oswaldo López Arellano
- México (1853-1855) e (1876-1910)
- Nicarágua (1937-1979)
- Panamá (1968-1989)
- Paraguai (1954–1989)
- Peru (1968-1980)
- Suriname (1980-1988)
- Uruguai (1875-1890) e (1973–1985)
- Venezuela (1952-1958) com Marcos Pérez Jiménez

### Ásia
- Bangladesh (1975-1979), (1982-1990) e (1997)
- Camboja (1970-1975)
- China (1912-1916), (1928-1931) e (1943-1948)
- Coreia do Sul (1961–1963), (1963–1972), (1972–1979) e (1981–1987)
- Filipinas (1972-1981)
- Indonésia (1966-1998)
- Irão (1923–1925), (1950–1951), (1953–1957) e (1978–1979)
- Iraque (1958-1979)
- Laos (1959-1960)
- Myanmar (1962-2011), (2021- atualmente)
- Paquistão (1958-1971), (1978-1988) e (1999-2007)
- Síria Baathista (1951-1954) e (1963-1972)
- Tailândia (1938-1945), (2006-2008) e (2014-2023)
- Taiwan (1949-1987)
- Turquia (1960-1962), (1971-1973) e (1980-1982)

### Europa
- Alemanha (1916–1918) e (1933-1945)
- Bulgária (1934-1935) e (1944-1946)
- Espanha (1923-1930) e (1939-1975)
- França (1870-1871; 1940-1944)
- Grécia (1922-1926); (1936-1941); (1967-1974)
- Hungria (1944-1945)
- Itália (1922-1943)
- Polónia (1939-1945) e (1981-1983)
- Portugal (1926-1928; 1928-1933)
- Roménia (1941-1944) e (1965-1989)
- Rússia (1918-1920)